# Croisillon (signe)
Pour les articles homonymes, voir croisillon et carré (homonymie).
# (le croisillon) ne doit pas être confondu avec ♯ (le dièse). Pour « mot-dièse » voir hashtag.
 (juillet 2016).
Si vous disposez d'ouvrages ou d'articles de référence ou si vous connaissez des sites web de qualité traitant du thème abordé ici, merci de compléter l'article en donnant les références utiles à sa vérifiabilité et en les liant à la section « Notes et références ».

Le signe typographique croisillon, aussi utilisé comme hashtag et différent du dièse « ♯ »

Le croisillon, ou carré au Canada, est un signe typographique noté ‹ # › et souvent confondu avec le symbole musical dièse transcrit ‹ ♯ ›.

## Histoire
Le croisillon # est à l’origine une stylisation de ℔ ligature de « lb », l'abréviation de libra le nom latin de la livre, unité de masse.

### Croisillon sur clavier d'ordinateur ou de tablette
Ce symbole est appelé aux États-Unis pound du nom anglophone de l'unité livre de mesure de masse. Les autres pays anglo-saxons parlent plutôt de number sign ou hash. Le symbole # étant d'abord inconnu des usages francophones lorsque les premiers claviers à le proposer y sont arrivés, même azerty par exemple, l'on a nommé la touche correspondante « touche dièse » du fait de cette ressemblance visuelle avec le symbole musical. Cependant, les anglophones parlent bien de hash key ou de pound key (« touche hash » ou « touche livre »).
En informatique, on notera l'exception C# du langage de programmation, qu'on devrait écrire normalement « C♯ » et non « C# », parce qu'elle se prononce C sharp (traduction anglaise de C dièse) alors qu'il s'agit bien d'un croisillon. Microsoft utilise certes le terme musical dans le nom de ce langage, mais par commodité d'écriture via le symbole courant du croisillon / hash.

## Utilisation

### [3]Divers
Le croisillon peut être utilisé comme :
- symbole de la livre (unité de masse) au sens étymologique de celle-ci ;
- symbole de la livre (monnaie)[3], obsolète ;
- symbole du mot « numéro » en anglais américain (« no 1 » s’écrit « #1 ») ;
- opérateur mathématique (préfixe) du cardinal (« #E » désignant le nombre d’éléments de l’ensemble E)
  - (nombre et numéro peuvent se traduire en anglais par le même mot, number ; le nom count lève cette ambiguïté en ne signifiant que nombre en français) ;
- symbole sur une touche des claviers téléphoniques appelée dièse en France ou (petit) carré en Belgique et au Canada francophone, jouxtant celles des 10 chiffres et de l’astérisque / étoile[4] ;
- hashtag, mot-dièse ou mot-clic, marqueur introductif d'un renvoi, lié au domaine d'Internet ;
- notation algébrique de la situation finale d'échec et mat au jeu d'échecs.

### Programmation
Le # est très utilisé en programmation informatique comme :
- un identificateur de fragment, c’est-à-dire d'un élément d’une page Web ou autre ressource, dans une URI telle que visible dans la barre d'adresse d'un navigateur web (par exemple le lien #Voir_aussi pointe vers la section Voir aussi ci-dessous) ;
- début d’un commentaire dans de nombreux langages (notamment des langages de script) ; par exemple Bash, AWK, Make, PowerShell ou Python ;
- premier caractère du shebang « #! » ;
- en C ou C++, une instruction passée au préprocesseur, par exemple pour inclure une autre portion de code avec, par exemple : #include <iostream>, définir une macro #define ..., etc. ;
- signe introduisant un sélecteur d'identifiant dans les feuilles de style CSS. Le code de mise en page sélectionné par #myId s'applique aux éléments dont l'identifiant est myId ;
- signe introduisant un code de couleur dans les langages informatiques utilisés sur Internet. Ainsi, le code #fea347 renvoie à la couleur mandarine ;
- le signe utilisé dans la graphie courante officielle du nom du langage de programmation C# (par difficulté de composer le caractère dièse (♯)) ;
- en Lisp, il sert notamment à créer des étiquettes #N= et des renvois #N# dans les expressions de listes circulaires, par exemple #1=(1 2 #1#) est une liste dont le troisième élément est elle-même ;
- en Lua, la fonction donnant la longueur d'une chaîne de caractères ou le nombre d'éléments d'un tableau ;
- en Markdown, un titre ;
- en Mathematica, l'argument primitif d'une fonction. Par exemple, f[#, a, #, b] &[x, y] donne f[x, a, y, b] ;
- en OCaml, un appel de méthode ;
- en TeX et LaTeX, il sert à indiquer les arguments positionnels d'une macro, par exemple #1 est le premier argument. Pour afficher le croisillon, il faut faire \# ;
- en Metafont et Lilypond, il sert à déclarer une valeur numérique transmise avec son unité de base, u#:=4/9pt# ;
- un élément d'une liste ordonnée / numérotée en syntaxe wiki ;
- en Visual Basic, il sert à déclarer le type de variable Double ; ou utilisé dans un motif, il sert à comparer un chiffre.

### Unicode
En Unicode, plusieurs caractères sont assignés :
- U+0023 # croisillon (HTML : &#35;) ;
- U+FE5F ﹟ croisillon minuscule (HTML : &#65119;) ;
- U+FF03 ＃ croisillon pleine chasse (HTML : &#65283;) ;
- U+E0023 󠀣 étiquette croisillon (HTML : &#917539;).